# Brandizzo
Brandizzo is een gemeente in de Italiaanse provincie Turijn (regio Piëmont) en telt 7820 inwoners (31-12-2004). De oppervlakte bedraagt 6,4 km², de bevolkingsdichtheid is 1222 inwoners per km².

## Demografie
Brandizzo telt ongeveer 3129 huishoudens. Het aantal inwoners steeg in de periode 1991-2001 met 5,4% volgens cijfers uit de tienjaarlijkse volkstellingen van ISTAT.
| Jaar | Inwoneraantal |
| ---- | ------------- |
| 1991 | 7051          |
| 2001 | 7430          |

## Geografie
De gemeente ligt op ongeveer 187 m boven zeeniveau.
Brandizzo grenst aan de volgende gemeenten: Chivasso, Volpiano, Settimo Torinese, San Raffaele Cimena.

## Externe link

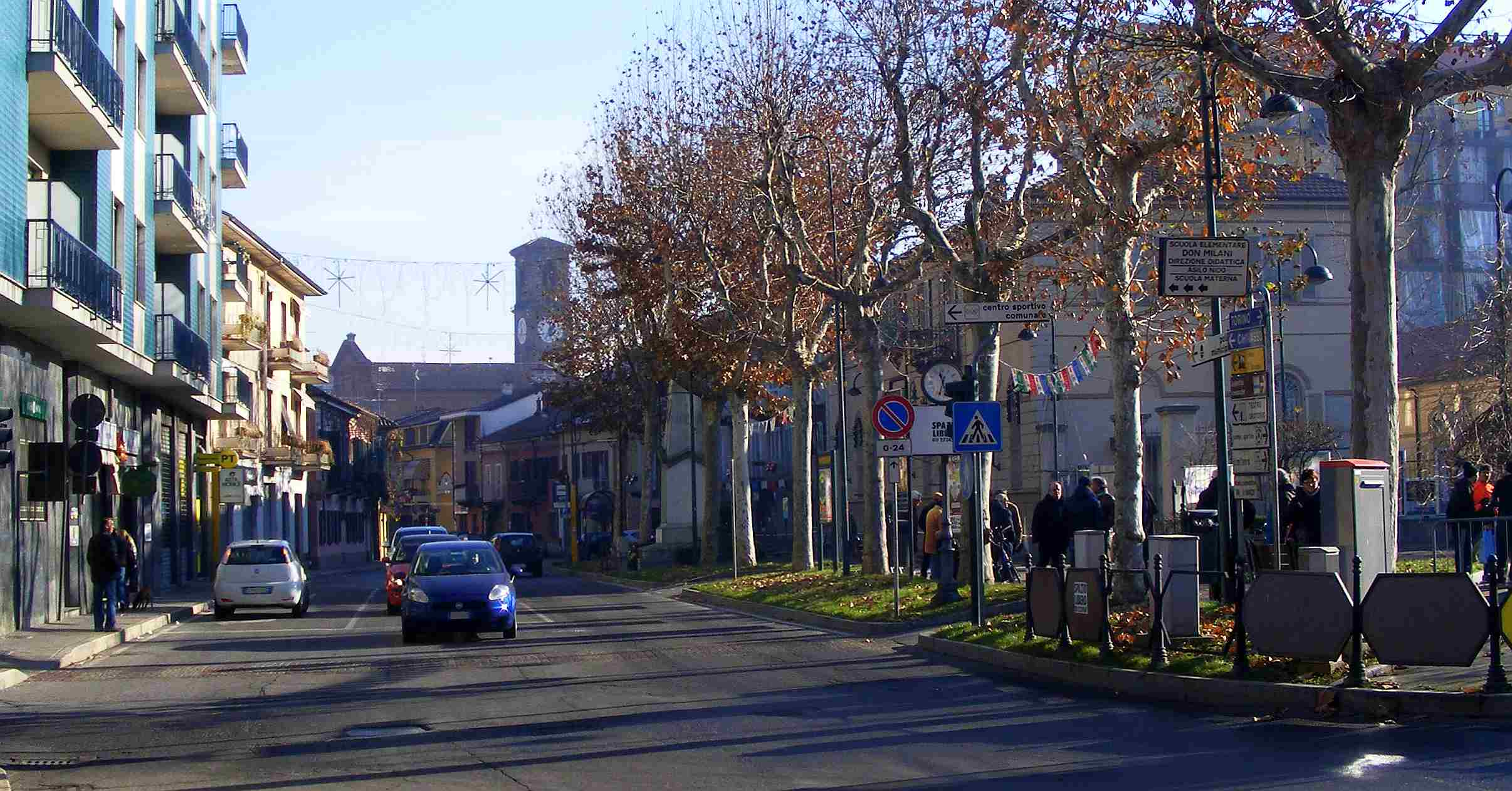
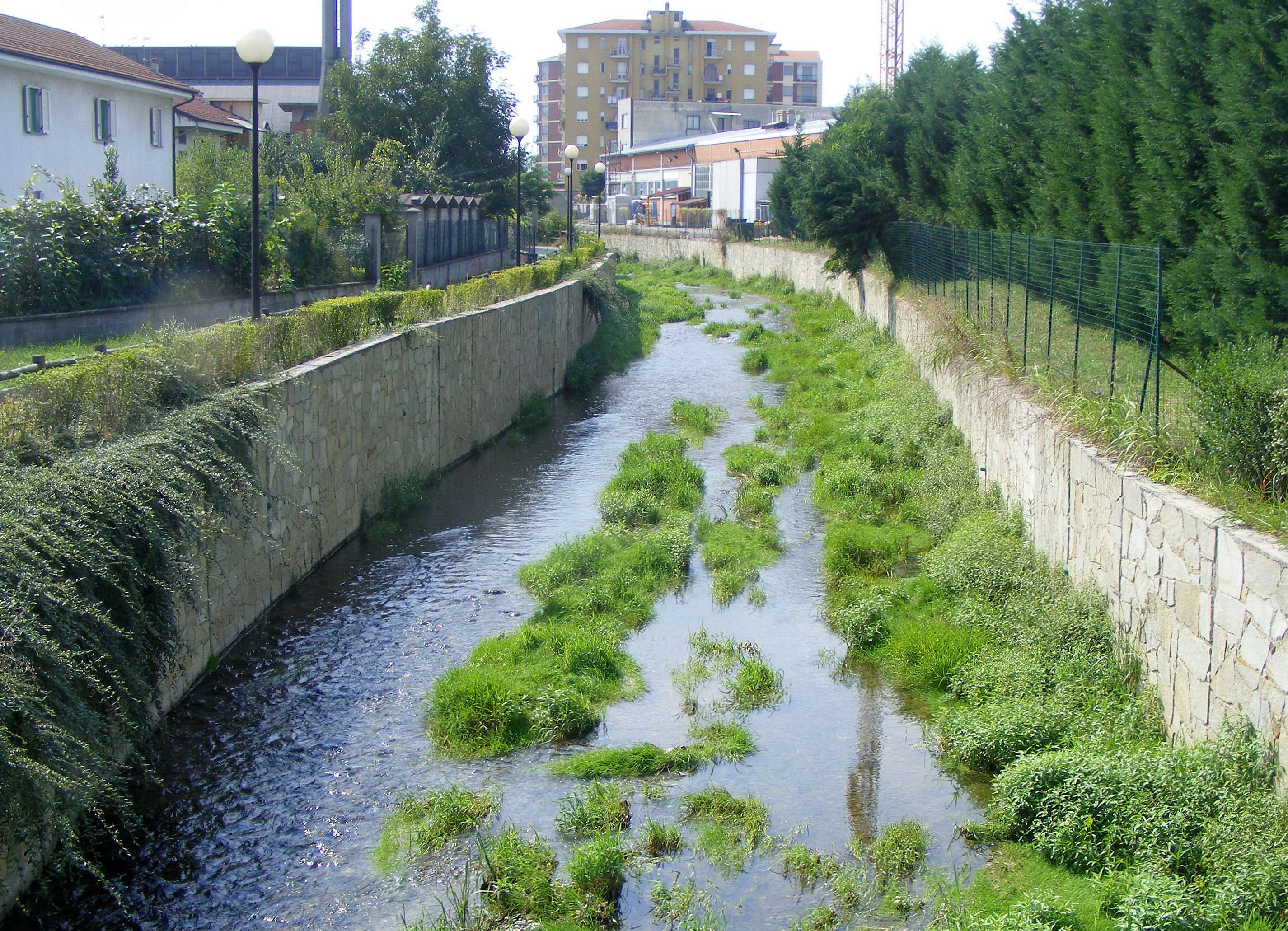
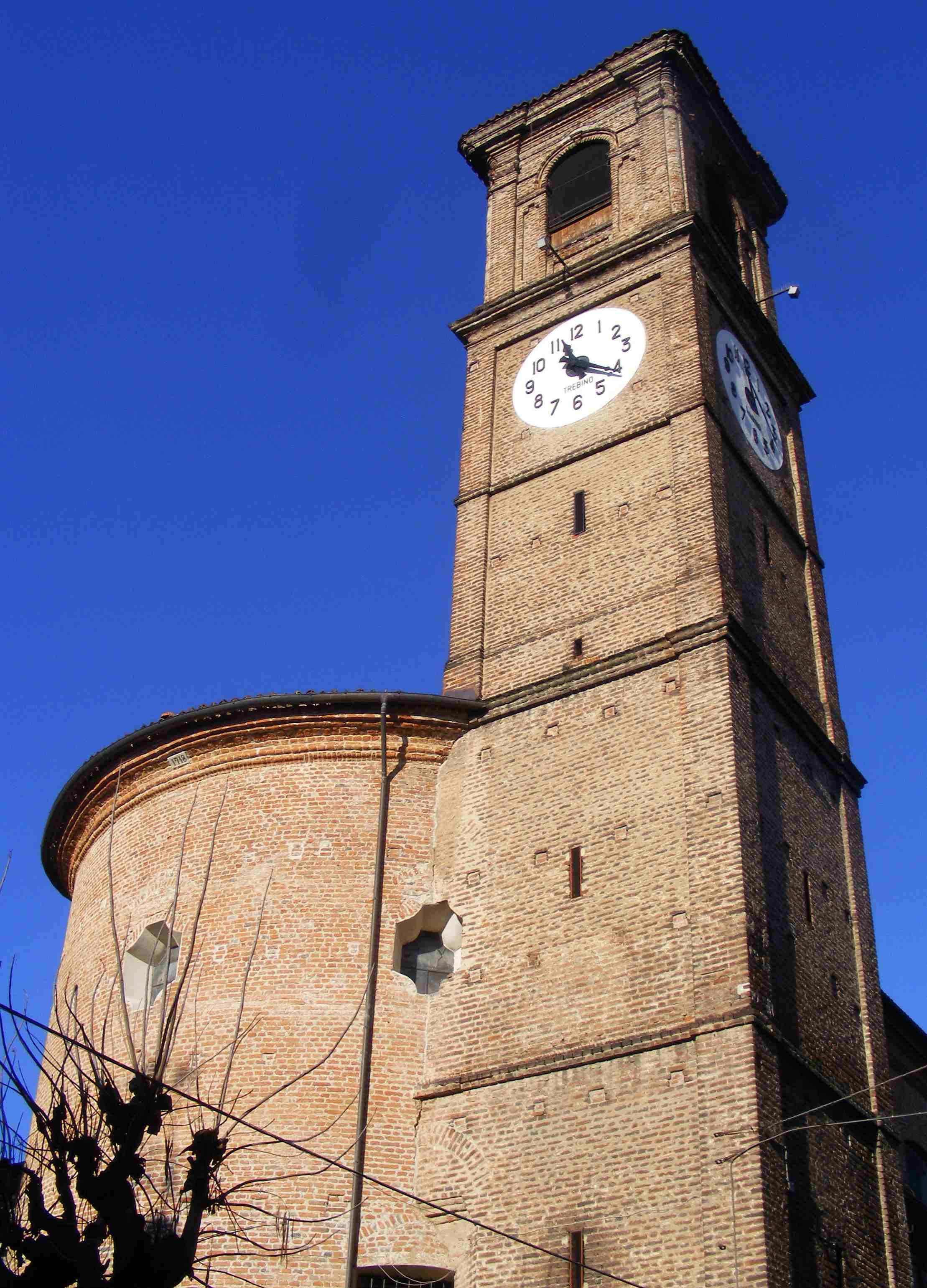
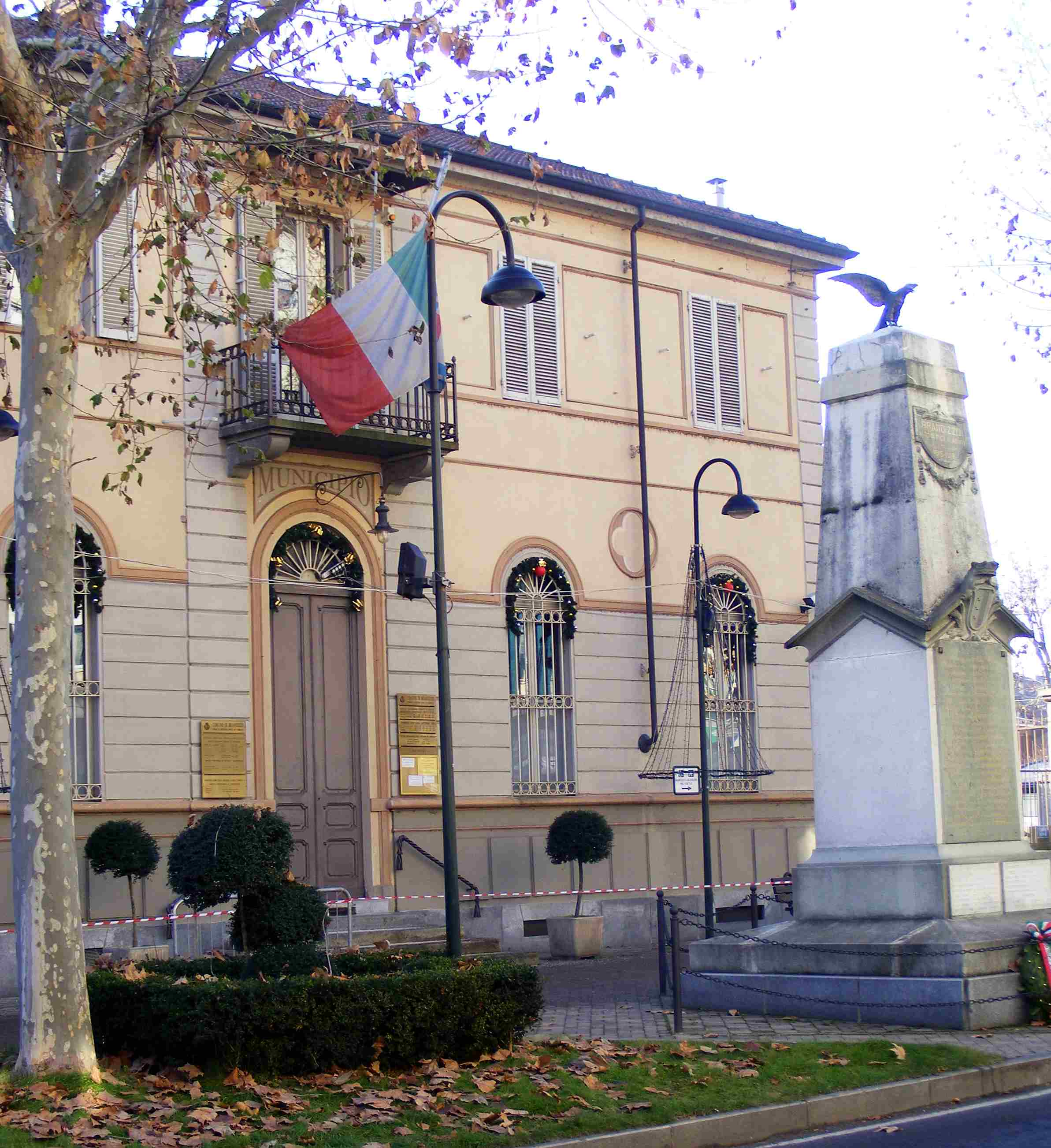